# Корсунове
Корсу́нове —  село в Україні, у Валківській міській громаді Богодухівського району Харківської області. Населення становить 32 осіб. До 2020 орган місцевого самоврядування — Олександрівська сільська рада.

## Географія
Село Корсунове знаходиться на відстані 2 км від річки Орчик, до села примикає лісовий масив (дуб) і великий садовий масив (урочище Цикалове). На відстані 2 км розташовані села Олександрівка та Михайлівка.

## Історія
12 червня 2020 року, розпорядженням Кабінету Міністрів України № 725-р «Про визначення адміністративних центрів та затвердження територій територіальних громад Харківської області», увійшло до складу Валківської міської громади.
19 липня 2020 року, в результаті адміністративно-територіальної реформи та ліквідації Валківського району, село увійшло до складу Богодухівського району.